# التمييز عن طريق اللمس (التمييز اللمسي)

الخلايا العصبية ثنائية القطب الكاذبة (عصبون أحادي القطب زائف)

التمييز عن طريق اللمس (بالإنجليزية: Tactile discrimination) هو القدرة على تمييز المعلومات من خلال حاسة اللمس. الجهاز الحسي الجسدي هو مسار الجهاز العصبي المسؤول عن هذه القدرة الأساسية المستخدمة في التكيف للعيش. هناك أنواع مختلفة من التمييز عن طريق اللمس. يعد التمييز من نقطتين أحد أكثر العوامل المعروفة والأكثر بحثًا، وهي القدرة على التمييز بين محفزين مختلفين عن طريق اللمس يكونان قريبين نسبيا من بعضهما البعض. توجد أيضًا أنواع أخرى من التمييز مثل حس الأخاطيط (الجرافيستيزيا) والتمييز المكاني ولكن لم يتم بحثها على نطاق واسع. التمييز عن طريق اللمس هو شيء يمكن أن يكون أقوى أو أضعف في مختلف الأشخاص ويمكن أن تؤثر فيه حالتان رئيسيتان، الألم المزمن والعمى، بشكل كبير. يزيد العمى من قدرات التمييز اللمسية وهو أمر مفيد للغاية في مهام مثل قراءة طريقة برايل. وعلى العكس، فإن حالات الألم المزمن، مثل التهاب المفاصل، تقلل من التمييز اللمسي للشخص. أحد التطبيقات الرئيسية الأخرى للتمييز عن طريق اللمس هو في الأطراف الصناعية الجديدة والروبوتات التي تحاول تقليد قدرات اليد البشرية. في هذه الحالة، تعمل المستشعرات اللمسية بشكل مشابه للمستقبلات الميكانيكية في يد الإنسان لتمييز المنبهات اللمسية.

## الممرات (المسارات)
نظام الحسية الجسدية
يتضمن نظام الحسية الجسدية أنواعًا متعددة من الأحاسيس من الجسم. ويشمل هذا: الضوء واللمس والألم والضغط ودرجة الحرارة وإحساس المفاصل / العضلات. يتم تصنيف كل منها في ثلاثة مجالات مختلفة: اللمس التمييزي، والألم ودرجة الحرارة، واستقبال الحس العميق. تشمل اللمسة التمييزية اللمس والضغط والقدرة على التعرف على الاهتزازات وما إلى ذلك. يشمل الألم ودرجة الحرارة إدراك الألم / مقدار الألم وشدة درجات الحرارة. تشمل فئة الإحساس بالألم ودرجة الحرارة أيضًا الحكة والدغدغة. يشمل استقبال الحس العميق مستقبلات لكل ما يحدث تحت سطح الجلد. وهذا يشمل الأحاسيس في العضلات والمفاصل والأوتار المختلفة. كل فئة من هذه الفئات الثلاث لها أنواعها الخاصة من المسارات والمستقبلات. تستهدف هذه المسارات المخيخ في الدماغ. يتتبع هذا الجزء من الدماغ ما تقوم به العضلات في جميع الأوقات، لذا فإن أي ضرر محتمل لهذه المنطقة يمكن أن يؤثر بشكل كبير على حواس الإنسان.

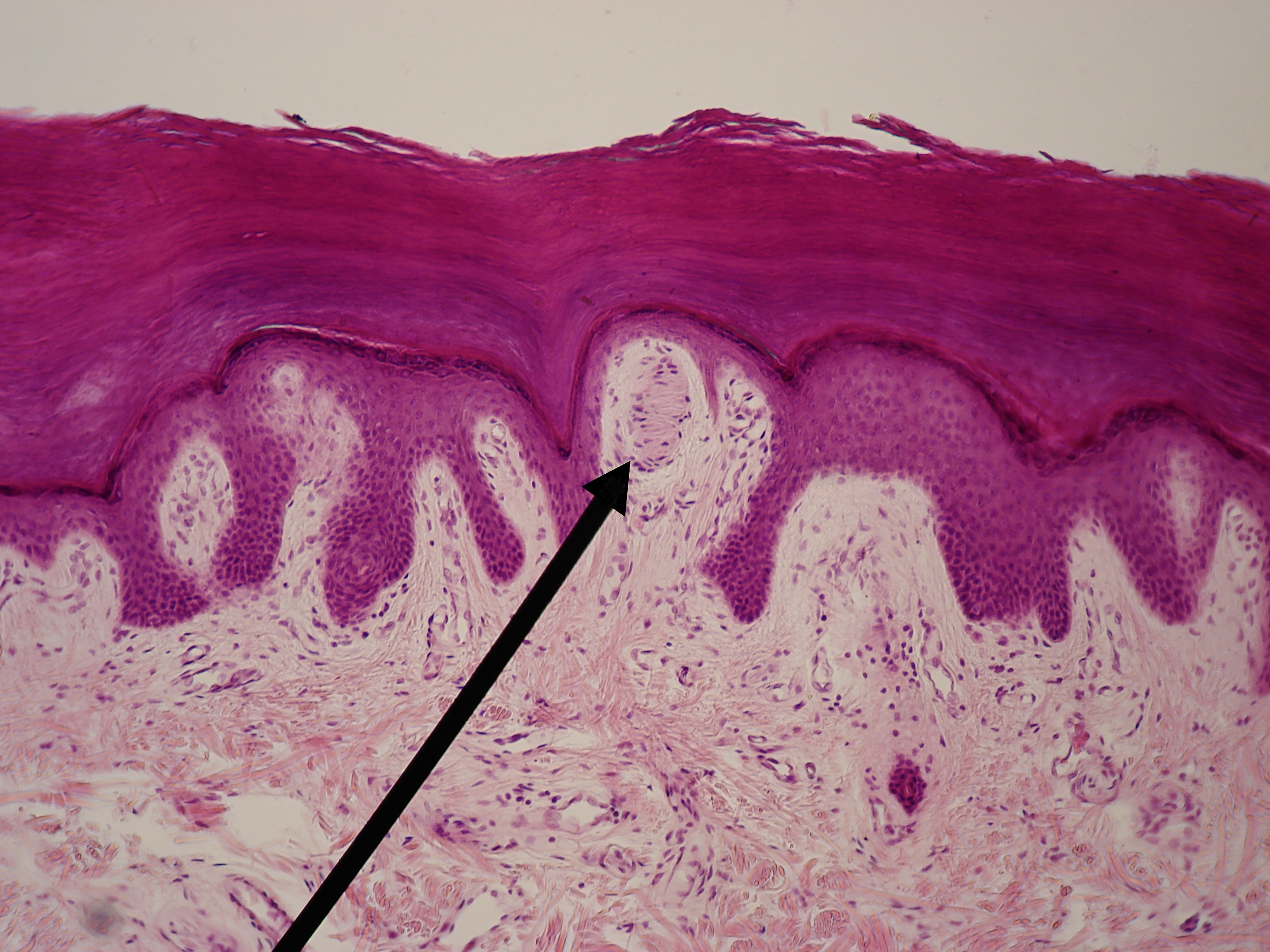
مدرسة فرجينيا الغربية للطب التقويمي - جسيمات ميسنر

يوجد داخل كل مسار حسي جسدي ثلاثة أنواع من الخلايا العصبية (عصبون): الخلايا العصبية شبه القطبية، والخلايا العصبية الثانوية (عصبون وارد)، والخلايا العصبية الواردة من الدرجة الثالثة. هناك أيضًا مستقبلات تتكيف ببطء تدل على المستقبلات التي تستشعر المسافات البادئة على الجلد. توجد أيضًا مستقبلات سريعة التكيف في هذا النظام. من الأمثلة على المستقبلات التي تتكيف ببطء، عندما ينكسر ذراع شخص، تظل الذراع ثابتة حتى تلتئم. لا يريد الشخص أن ينسى أنه مكسور ويفعل شيئًا يمكن أن يؤدي إلى تفاقم الضرر على الذراع. مثال على مستقبلات التكيف السريع المستخدمة هو ارتداء الملابس. في البداية ستشعر بالملابس التي يتم ارتداؤها، لكن بعد فترة تنسى أنك ترتدي ملابس. مقدمة الدماغ ليس من عملها التركيز على الشعور بالملابس على جسدك؛ ومع ذلك، إذا كنت ستركز على هذا الشعور، يمكنك أن تظل تشعر بالتلامس بين بشرتك والملابس التي ترتديها.
نظام اللمس التمييزي
يتعامل نظام اللمس التمييزي مع كل شيء من أصابع القدم إلى الرقبة عبر الحبل الشوكي. يدخل الإحساس الذي يتم اختباره إلى المحيط بواسطة محاور عصبية. وبشكل أكثر تحديدًا، المحاور الحسية. تمر هذه الإشارة عبر محور عصبي إلى محور عصبي من العملية البعيدة إلى القريبة. يؤدي الطرف القريب من محور عصبي معين إلى الحبل الشوكي على النصف الظهري. ثم ينتقل هذا نحو الدماغ. يتم تصنيف هذه المحاور التي تقود الإشارة نحو النخاع الشوكي إلى الدماغ على أنها وارد أولية. هذا منطقي حيث يتم تعريف وارد إجراء تجاه شيء ما. ترسل هذه الخلايا العصبية إشارات نحو الدماغ. يتم تصنيف تلك التي تتلقى المشابك العصبية على أنها واردة ثانوية. تذهب هذه الخلايا العصبية إلى المهاد (الثالاماس) ثم تتشابك مع مجموعة أخرى من الخلايا العصبية التي تتحرك نحو القشرة الدماغية.
أنواع المستقبلات
هناك أنواع عديدة من المستقبلات في المسار الحسي الجسدي منها:
المستقبلات الآلية المحيطية - تنشيط هذه المستقبلات هو الخطوة الأولى للتعرف على التحفيز. المسافة البادئة، كما هو مذكور من قبل، تصبح إشارة كهربائية في العملية المحيطية للخلية العصبية الأولية. يؤدي هذا إلى إزالة الاستقطاب عبر غشاء الخلية العصبية وهذا يؤدي إلى جهد فعل يذهب إلى مخيخ الدماغ لبدء إجراء ما.
أقراص ميركل - تقع في الجزء العلوي من الأدمة. مستقبلات التكيف البطيئة. توجد على أطراف الأصابع وكذلك الجفون.
جسيمات ميسنر - تقع أيضًا على الجزء العلوي من الأدمة (الديرمس). توجد على الجلد الخالي من الشعر بما في ذلك الشفتين وكذلك الجفون. هذه هي مستقبلات سريعة التكيف.
المستقبلات الحرارية - هذه مستقبلات قادرة على اكتشاف الحرارة. يوجد في الواقع نوعان من هذه المستقبلات في الثدييات. يمكن تحديد درجة حرارة أعلى من درجة حرارة الجسم والعكس صحيح.

## أنواع التمييز اللمسي
التجسيم
يُعرَّف التجسيم (الغنوص اللمسي) بأنه القدرة على معرفة الفرق والتعرف على الأشياء عن طريق اللمس في غياب الاتصال البصري أو السمعي. سيحتاج الموضوع إلى أن يكون قادرًا على التعرف على درجة الحرارة، والخصائص المكانية، والملمس، والحجم للوصول إلى نتيجة دقيقة لما هو الكائن. سيعطي هذا النوع من التمييز اللمسي مؤشراً على حالة الفص الجداري للدماغ. عند إجراء هذا الاختبار، يتم استخدام الأشياء الشائعة التي يعرفها الموضوع من أجل ضمان قراءة دقيقة، والاتساق بين الاختبارات المتعددة مع العديد من الموضوعات المختلفة. من خلال استخدام هذا النوع من التمييز اللمسي، سيتمكن الممارسون من اكتشاف وتتبع وجود أو آثار الأمراض التنكسية العصبية مثل مرض الزهايمر بسبب فقدان التجسيم «استيروجنوزيس»، وهو الفشل في التعرف على الأشياء عن طريق اللمس دون التعرف البصري.
حس الأخاطيط (الجرافيستيزيا)
الجرافيستيزيا هي القدرة التي يستطيع من خلالها الشخص التعرف على رقم أو حرف مكتوب على جلد الشخص. مثل اختبارات التمييز اللمسي الأخرى، فإن الاختبار الخاص بهذا هو قياس لحاسة اللمس لدى المريض، ويتطلب أن يقوم المريض بإجراء الاختبار طواعية وبدون اتصال بصري (بإغماض العينين). الغرض من هذا النوع من التمييز اللمسي هو اكتشاف أي عيوب في الجهاز العصبي المركزي مثل الآفات في جذع الدماغ أو النخاع الشوكي أو المهاد أو القشرة الحسية. من أجل إجراء هذا الاختبار بنجاح، من الضروري أن تعمل الأحاسيس الأولية للموضوع بشكل كامل. قد تشير الآفة الشديدة في الجهاز العصبي المركزي إلى فقدان الإحساس الأولي. من المهم أيضًا أن يتواصل الممارس والمريض في وقت مبكر حول اتجاه الشخصيات، بالإضافة إلى مكان رسم الأشكال على الجسم (عادةً على راحة اليد). من أجل جعل هذا التمييز اللمسي أكثر مرونة، قد يختار المريض الإجابة الصحيحة من سلسلة من الصور بدلاً من التواصل اللفظي إذا كان المريض يعاني من ضعف في الكلام أو اللغة. يعد اختبار حس الأخاطيط (الجرافيستيزيا) أيضًا أكثر تنوعًا من اختبار التجسيم لأنه لا يتطلب من المريض أن يكون قادرًا على الإمساك بالأشياء.
تمييز نقطتين

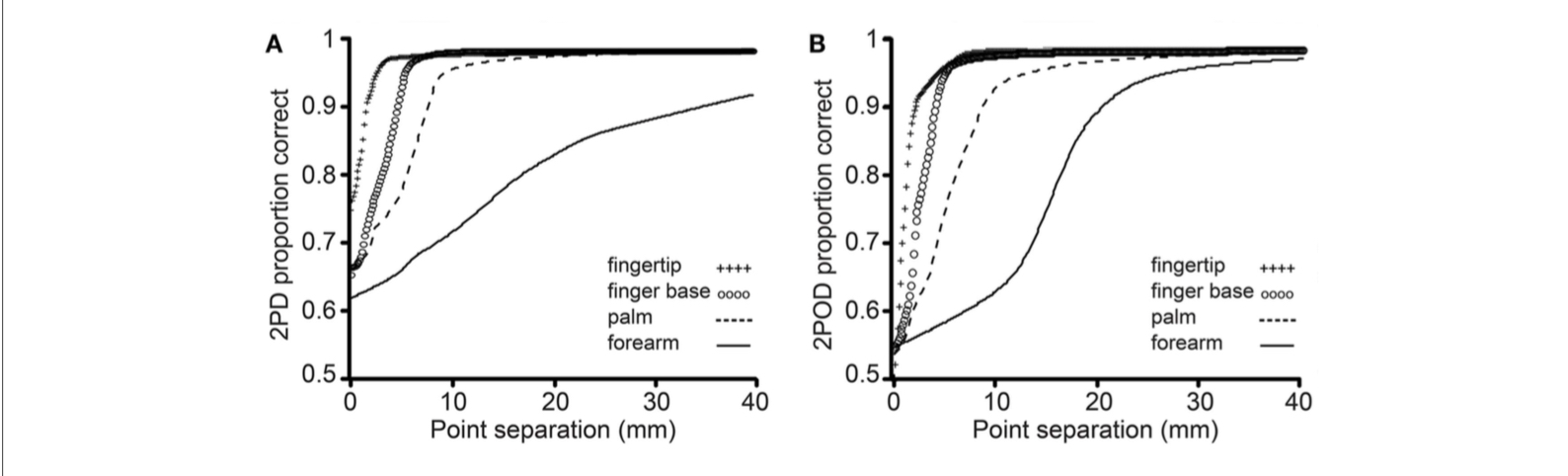
تمييز اتجاه نقطتين (2POD) مقارنة بالتمييز التقليدي ثنائي النقاط (2PD)

التمييز ذو النقطتين (2PD) هو فحص عصبي يتم فيه تطبيق نقطتين حادتين على سطح جزء من الجسم لمعرفة ما إذا كان المريض يتعرف عليهما كإحساسين منفصلين. عتبة النقطتين هي أصغر مسافة بين النقطتين يمكن للمريض التعرف عليها. من خلال إجراء هذا النوع من التمييز اللمسي، يُعتقد أن الممارسين سيكونون قادرين على تمييز الكمية النسبية للأعصاب في الموقع الذي تم اختباره. عند إجراء الإجراء على الجزء المطلوب من الجسم، يجوز للممارس تطبيق النقطتين في وقت واحد أو بنقطة واحدة فقط. يجوز للممارس التبديل بين الاثنين بشكل عشوائي. من أجل إجراء الفحص بالطريقة الأنسب، من الضروري أن يكون هناك اتصال واضح ومفتوح بين الموضوع والممارس بحيث يكون الموضوع واعيًا تمامًا وليس تحت أي نوع من التأثير بينما في نفس الوقت لا يقوم بعمل الاتصال المرئي بالجهاز. خضعت فعالية التمييز ذي النقطتين للتدقيق من قبل العديد من الباحثين على الرغم من استخدامها بشكل شائع حتى يومنا هذا في بيئة سريرية. أظهرت الدراسات البحثية أن الاختبار (2PD) يقوم بعمل ضعيف في تحديد الدرجة التي تستعيد بها الأعصاب وظيفتها بعد الضرر، وكذلك تحديد الفشل الحسي في المقام الأول، بسبب هذا الشكل من بساطة التمييز اللمسي، وفظاظته، والاعتماد على الأدلة القصصية. أظهرت الدراسات البحثية أيضًا أن هناك تناقضًا بين البيانات التي تم الحصول عليها من (2PD) الاختبارات والبيانات التي تم الحصول عليها من الاختبارات الأخرى المستخدمة لقياس حدة اللمس المكانية.
التمييز المكاني
التمييز المكاني هو شكل آخر من أشكال التمييز المكون من نقطتين حيث يختبر الممارس تعصيب الجلد بنقطتين غير حادتين من الفرجار (أو البرجل وهو أداة الرسم الهندسي). تمامًا باستخدام مثل ()، يجب أن يكون المريض قادرًا على التمييز بين النقطتين المطبقتين. تظل جميع المعايير والأساليب والأهداف الأخرى للتمييز عن طريق اللمس والتمييز عن طريق اللمس كما هي.

## تطبيقات
العمى

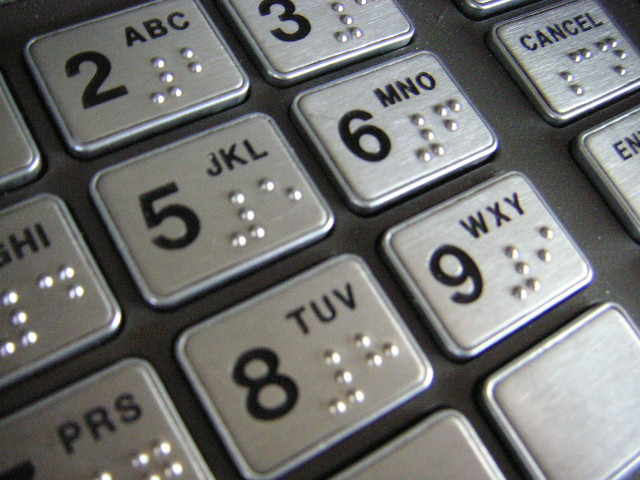
لوحة مفاتيح مع برايل

عندما يصبح الشخص أعمى، ومن أجل «رؤية» العالم، تزداد حواسهم الأخرى. حاسة اللمس هي حاسة مهمة للمكفوفين، والتي تُستخدم بشكل متكرر لمساعدتهم على إدراك ما حولهم. أظهر الأشخاص المكفوفون أن قشورهم البصرية تصبح أكثر استجابة للتحفيز السمعي واللمسي. تتيح طريقة برايل للمكفوفين إمكانية استخدام حاسة اللمس لديهم ليشعروا بالخشونة ومسافة الأنماط المختلفة لاستخدامها كشكل من أشكال اللغة. يكون تنشيط القشرة القذالية، داخل الدماغ، مهمًا وظيفيًا لقراءة برايل اللمسية، وكذلك القشرة الحسية الجسدية. تعمل هذه الأجزاء المختلفة من الدماغ بطريقتها الخاصة، حيث يساهم كل منها في فعالية كيفية قراءة طريقة برايل للمكفوفين. يعتمد الأشخاص المكفوفون أيضًا بشكل كبير على المعرفة اللمسية، والتمييز المكاني، وحس الأخاطيط (الجرافيستيزيا)، والتمييز ثنائي النقط. تسمح القشرة القذالية للفرد، بشكل أساسي، بإصدار أحكام فعالة على مسافة أنماط برايل، والتي ترتبط بالتمييز المكاني. وفي الوقت نفسه، تسمح القشرة الحسية الجسدية للفرد بإصدار أحكام فعالة على خشونة أنماط برايل، والتي ترتبط بالتمييز ثنائي النقط. تعد المناطق المرئية المختلفة في الدماغ ضرورية جدًا بالنسبة للأشخاص الكفيفين لقراءة طريقة برايل، تمامًا كما هو الحال بالنسبة للأشخاص المبصرين. سواء كان الشخص أعمى أم لا، وبشكل أساسي، فإن تصور الأشياء التي تنطوي على تمييز عن طريق اللمس لا يتأثر إذا كان المرء لا يستطيع الرؤية. عند مقارنة الأشخاص المكفوفين بالمبصرين، يختلف مقدار النشاط داخل مناطقهم الحسية الجسدية والبصرية في الدماغ. النشاط في المناطق الحسية الجسدية والبصرية ليس مرتفعًا في الغنوص اللمسي للأشخاص غير المكفوفين، وهم أكثر نشاطًا من أجل المزيد من المنبهات البصرية ذات الصلة التي لا تنطوي على اللمس. ومع ذلك، هناك اختلاف في هذه المناطق المختلفة داخل الدماغ عند مقارنة المكفوفين بالمبصرين، وهو أن التمييز في الشكل يسبب اختلافًا في نشاط الدماغ، وكذلك الغنوص اللمسي. تنشط القشرة البصرية للأفراد المكفوفين أثناء المهام المختلفة المتعلقة بالرؤية بما في ذلك التمييز اللمسي، ووظيفة القشرة تشبه نشاط البالغين المبصرين.
ألم مزمن

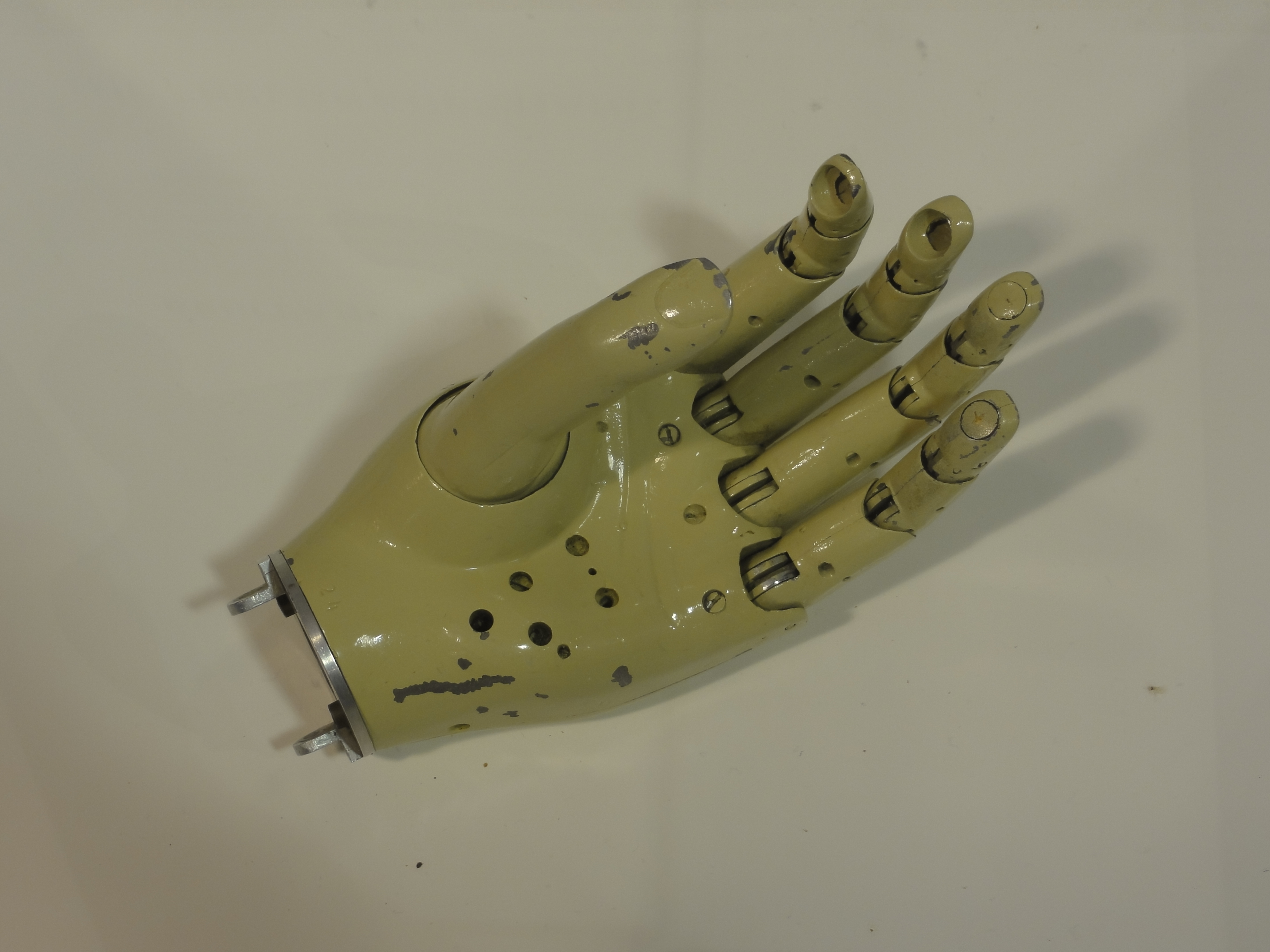
يد اصطناعية آلية مبكرة، صنعت 1963. معروضة للجمهور في مركز التسوق الرئيسي في بلغراد

وقد ثبت أن بعض حالات الألم المزمن غير المصحوب باعتلال الأعصاب تقلل من حدة اللمس، والقدرة على اكتشاف اللمس بدقة. هناك فرق بين حالات الألم المزمن المختلفة وكيفية تأثيرها على عجز حدة اللمس. يعد التهاب المفاصل أحد أكثر حالات العجز عمقًا في حدة اللمس. تؤثر هذه الحالة على حدة اللمس سواء في موقع الألم أو في الأماكن البعيدة عن الألم. يشير هذا إلى أن العجز قد يكون نتيجة لإعادة تنظيم القشرة ()، أو إعادة رسم الخرائط القشرية () في دماغ المريض. الحالات الأخرى، مثل متلازمة الألم الإقليمية المعقدة وآلام أسفل الظهر المزمن، تظهر عجزًا فقط في موقع الألم. لا تزال الحالات الأخرى مثل متلازمة الفم الحارق لا تظهر أي عجز في حدة اللمس على الإطلاق. على الرغم من وجود دليل على أن بعض حالات الألم المزمن تسبب انخفاضًا في حدة اللمس، فلا يوجد دليل يشير إلى متى يصبح هذا العجز ذا مغزى إكلينيكيًا ويؤثر على وظيفة المريض.
تمييز آلي عن طريق اللمس
مع ازدياد تعقيد الروبوتات والأطراف الاصطناعية، تصبح الحاجة إلى أجهزة استشعار قادرة على اكتشاف اللمس، ذات حدة اللمس العالية، ضرورية أكثر فأكثر. هناك العديد من أنواع أجهزة الاستشعار اللمسية المستخدمة في مهام مختلفة. هناك ثلاثة أنواع من أجهزة الاستشعار اللمسية. يمكن مقارنة المستشعرات الأولى ذات النقطة الواحدة بخلية واحدة أو شعيرات، ويمكنها اكتشاف المحفزات الموضعية للغاية. النوع الثاني من المستشعرات هو مستشعر ذو دقة مكانية عالية يمكن مقارنته بأطراف إصبع بشرية وهو ضروري لحدة اللمس في الأيدي الآلية. النوع الثالث والأخير من المستشعرات اللمسية هو مستشعر ذو دقة مكانية منخفضة له نفس حدة اللمس مثل الجلد الموجود على الظهر أو الذراع. يمكن وضع هذه المستشعرات بشكل مفيد في جميع أنحاء سطح الطرف الاصطناعي أو الروبوت لمنحه القدرة على الإحساس باللمس بطرق مماثلة، إن لم تكن أفضل، من نظيرتها البشرية.

## وصلات خارجية
https://www.alukah.net/culture/0/128652/ التمييز عن طريق اللمس (التمييز اللمسي)
https://stringfixer.com/ar/Tactile_discrimination التمييز عن طريق اللمس (التمييز اللمسي)